# 청머리오리
청머리오리는 기러기목 오리과에 속하는 흔한 겨울철새이다.

## 생김새
수컷은 녹색과 적갈색 무늬가 있고 몸은 전체적으로 회색이다. 셋째날개깃이 늘어져 있는 것이 특징이다. 암컷은 전체적으로 갈색이고 큰날개덮깃 부분에 회백색 무늬가 있다. 어린새는 암컷과 생김새가 매우 유사하다.

## 생태
사할린, 시베리아 동부, 캄차카반도 등에서 번식하고 한국, 일본, 중국 남부 등에서 겨울을 보낸다. 강, 호수, 하구 등에서 관찰된다. 낮에는 작은 무리를 지어 수초를 먹거나 낮잠을 자고, 해질 무렵부터 농경지로 이동해 먹이를 먹는다.